# Naditum
Terme accadi d'etimologia incerta (en sumeri LUKUR, en accadi naditum podria traduir-se per "guaret" o "estèril") que designava, en el període paleobabilònic, un grup o institució de dones dedicades al culte d'un déu determinat. Vivien en una relativa reclusió en recintes tancats associats a un temple anomenats gagum, sotmeses a unes normes estrictes, entre les quals la prohibició de tenir fills. Tanmateix, la documentació que ens ha arribat, sobretot la que s'ha trobat al gagum del temple de Shamash a la ciutat de Sippar, indica que procedien de famílies importants -inclosa la família reial- i la possibilitat que participessin activament en negocis, inversions o la gestió de les seves pròpies fortunes.
Sabem poca cosa de les tasques cultuals de les naditu. Segurament, contribuïen als sacrificis diaris, apareixien en determinats oficis i, segons algunes cartes que ens han arribat, la seva principal funció era la de pregar pel benestar dels seus parents. Al temple de Shamash de Sippar (É.BABBAR), sembla que el principal focus de la seva devoció no seria Shamash sinó la seva pàredra Aia. La institució no va sobreviure al període paleobabilònic, tot i tenir una breu revifalla durant el regnat del rei neobabilònic Nabònides.